# کارل بوگلین
کارل بوگلین (انگلیسی: Karl Bögelein; ۲۸ ژانویهٔ ۱۹۲۷ – ۹ اوت ۲۰۱۶) بازیکن فوتبال اهل آلمان بود.
از باشگاه‌هایی که در آن بازی کرده‌است می‌توان به باشگاه فوتبال اشتوتگارت اشاره کرد.
وی همچنین در تیم ملی فوتبال آلمان بازی کرده‌است.